# Comuna Skomorohî, Sokal
Skomorohî (în ucraineană Скоморохи) este o comună în raionul Sokal, regiunea Liov, Ucraina, formată din satele Peretokî, Romoș și Skomorohî (reședința).

## Demografie
Componența lingvistică a comunei Skomorohî
     Ucraineană (99,68%)
     Alte limbi (0,27%)
Conform recensământului din 2001, majoritatea populației comunei Skomorohî era vorbitoare de ucraineană (99,68%), existând în minoritate și vorbitori de alte limbi.